# REMASTERED TRACKS ROCKMAN ZERO Mythos
「REMASTERED TRACKS ROCKMAN ZERO μύθος」（リマスタートラック ロックマンゼロ・ミュトス）は、「ロックマンゼロシリーズ」において使用されていたBGMのアレンジや、ロックマンゼロ3スタッフロール曲「Everlasting Red」のヴォーカルアレンジバージョン「Everlasting」（歌：糸賀徹）を収録したサウンドトラック。

## 収録曲
1. Final Match
「ロックマンゼロコレクション」タイトルテーマ
2. Departure - Mythos Ver. -
3. Esperanto - Mythos Ver. -
4. Sand Triangle - Mythos Ver. -
5. Resistance - Mythos Ver. -
6. Neo Arcadia - Mythos Ver. -
7. Enemy Hall - Mythos Ver. -
8. Hell's Gate Open - Mythos Ver. -
9. Silver Wolf - Mythos Ver. -
10. Straight Ahead - Mythos Ver. -
11. I,0 Your Fellow - Interlude -
12. Everlasting
13. Area of Zero - Mythos Ver. -
14. Cannon Ball - Mythos Ver. - (Hidden Track)

## ラインナップ

### 作曲
- 山田一法（Track 1、2、4 - 8、10 - 14）
- 栗原務（Track 4）
- 梅垣ルナ（Track 9）

### 編曲
- III

### III：サウンドクリエイトユニット
- 山田一法 - キーボード、プログラム、作曲、アレンジ
- 川上領 - キーボード、プログラム、リズムギター、アレンジ
- 栗原務 - ギター（Track 1～4、7、8、10、12、Secret）
- 糸賀徹 - 作詞、ヴォーカル、コーラス（Track 12）
- 村井俊夫 - ベース（Track 12）